# Sven Müller (kierowca wyścigowy)
Sven Müller (ur. 7 lutego 1992 w Moguncji) – niemiecki kierowca wyścigowy.

## Życiorys

### Formuła ADAC Masters
Sven karierę rozpoczął w roku 2004, od startów w kartingu. W 2010 roku zadebiutował w serii wyścigów samochodów jednomiejscowych – Formule ADAC Masters. Ścigając się w barwach ekipy Eifelland Racing, najlepszą lokatę osiągnął w trzecim starcie, na torze Lausitz, gdzie zajął piątą pozycję. Zdobyte punkty sklasyfikowały go na 9. miejscu.
W drugim sezonie startów (w ma-con Motorsport) Müller dwunastokrotnie stawał na podium, z czego czterokrotnie na jego najwyższym stopniu. W wyniku niezgodności technicznych aż dwukrotnie został zdyskwalifikowany (na torze Red Bull Ring i w Assen) i ostatecznie rywalizację ukończył na 3. pozycji (gdyby nie to, byłby wicemistrzem). Jedyne pole position odnotował na torze Lausitz, natomiast najszybsze okrążenie w Holandii.

### Formuła 3
W 2012 roku Sven podpisał kontrakt z włoską ekipą Prema Powerteam, na udział w Formule 3 Euroseries. Po 24 wyścigach miał na koncie 1 zwycięstwo i 6 podium. Z dorobkiem 172 punktów ukończył sezon na 6 lokacie w klasyfikacji generalnej. W tym samym sezonie pojawił się również na starcie wznowionej Europejskiej Formule 3, gdzie był ósmy w klasyfikacji końcowej.
Na sezon 2013 Müller podpisał kontrakt z niemiecką ekipą ma-con na starty w Europejskiej Formule 3. W ciągu 30 wyścigów, w których wystartował, raz stanął na podium. Z dorobkiem 122 punktów uplasował się na dziewiątej pozycji w klasyfikacji generalnej.

### Porsche Supercup
W sezonie 2014 jeździł w niemieckim zespole Team Project 1, gdzie wystartował we wszystkich wyścigach (zwyciężył i raz był trzeci) i został sklasyfikowany na 7. pozycji z 95 punktami. W następnym sezonie wygrał w czterech wyścigach, raz zajął drugie i trzecie miejsce, co pozwoliło mu zdobyć wicemistrzostwo.

## Wyniki

### Podsumowanie
| Sezon | Seria                                           | Zespół                          | Wyścigi | Zwycięstwa | PP | NO | Podium | Punkty | Pozycja |
| ----- | ----------------------------------------------- | ------------------------------- | ------- | ---------- | -- | -- | ------ | ------ | ------- |
| 2010  | Formuła ADAC Mastes                             | Eifelland Racing                | 21      | 0          | 0  | 0  | 0      | 50     | 9       |
| 2011  | Formuła ADAC Mastes                             | Ma-Con Motorsport               | 24      | 4          | 1  | 1  | 12     | 296    | 3       |
| 2012  | Formuła 3 Euro Series                           | Prema Powerteam                 | 24      | 1          | 2  | 1  | 6      | 172    | 6       |
| 2012  | Europejska Formuła 3                            | Prema Powerteam                 | 20      | 0          | 2  | 0  | 4      | 109    | 8       |
| 2012  | Masters of Formula 3                            | Prema Powerteam                 | 1       | 0          | 0  | 0  | 0      | N/A    | 10      |
| 2012  | Grand Prix Makau                                | Prema Powerteam                 | 1       | 0          | 0  | 0  | 0      | N/A    | 19      |
| 2013  | Masters of Formula 3                            | ma-con                          | 1       | 0          | 0  | 0  | 0      | N/A    | NS      |
| 2013  | Europejska Formuła 3                            | ma-con                          | 30      | 0          | 0  | 0  | 1      | 122    | 9       |
| 2013  | Europejska Formuła 3                            | Van Amersfoort Racing           | 30      | 0          | 0  | 0  | 1      | 122    | 9       |
| 2014  | Porsche Supercup                                | Team Project 1                  | 10      | 1          | 1  | 0  | 2      | 95     | 7       |
| 2014  | Niemiecki Puchar Porsche Carrera                | Team Deutsche Post by Project 1 | 18      | 0          | 1  | 2  | 6      | 186    | 4       |
| 2015  | Porsche Supercup                                | Lechner Racing Middle East      | 10      | 4          | 2  | 3  | 6      | 126    | 2       |
| 2015  | Niemiecki Puchar Porsche Carrera – Klasa A      | Lechner Racing Middle East      | 13      | 2          | 1  | 2  | 5      | 129    | 7       |
| 2015  | 24h Nürburgring – SP7                           | Manthey Racing                  | 1       | 0          | 0  | 1  | 0      | 0      | NS      |
| 2015  | FIA World Endurance Championship – LMGTE Pro    | Porsche Team Manthey            | 1       | 0          | 0  | 0  | 1      | 0      | NS      |
| 2015  | FIA World Endurance Championship for GT Drivers | Porsche Team Manthey            | ?       | ?          | ?  | ?  | ?      | 0      | NS      |
| 2015  | 24H Dubai – A6-Pro                              | Fach Auto Tech 2                | 1       | 0          | 0  | 0  | 1      | 0      | –       |

† – Lukas nie był zaliczany do klasyfikacji.